# Тошак, Джон
Джон Бе́нджамин То́шак (англ. John Toschack; род. 22 марта 1949, Кардифф) — валлийский футболист и тренер. Наибольшую славу как игрок снискал, выступая в 70-е годы за «Ливерпуль». После завершения карьеры долгое время проработал с испанскими клубами. Является офицером ордена Британской империи.

## Биография
Джон Тошак родился в 1949 году в Кардиффе (Уэльс). В родном городе он и начал заниматься футболом. В 16 лет попал в основную команду «Кардифф Сити». В конце 1970 был куплен «Ливерпулем» за 110 тысяч фунтов стерлингов. Свой первый гол за «Ливерпуль» Тошаку посчастливилось забить через неделю после подписания контракта, причём в принципиальнейшем матче против другого ливерпульского клуба — «Эвертона». Всего за 8 сезонов выступления за мерсисайдцев Тошак поражал ворота соперников более ста раз. Вместе с Кевином Киганом, пришедшим в «Ливерпуль» годом позже, Тошак составил широко прославившийся ударный дуэт. Играя за «Ливерпуль», Тошак становился обладателем Кубка Англии, дважды Кубка УЕФА, и по одному разу — Кубка европейских чемпионов и Суперкубка. Под конец карьеры в английском клубе Тошака стали преследовать травмы, и в 1978 году он был продан в «Суонси Сити», где в течение шести сезонов исполнял роль играющего тренера. Всего за пять сезонов «Суонси» вместе с Тошаком вышел из четвёртого дивизиона английской лиги в высший — первый дивизион.
В 1985 году Тошак отправился в Испанию, где продолжительное время работал с такими клубами, как «Реал», «Реал Сосьедад», «Депортиво».
В 1994 году впервые был назначен главным тренером сборной Уэльса, но продержался на этом посту чуть более месяца. Возвращение на пост главного тренера национальной команды состоялось в 2004 году.
7 августа 2011 года был назначен главным тренером сборной Македонии.

## Достижения

### В качестве игрока
«Ливерпуль»:
- Кубок чемпионов — 1976/77
- Суперкубок Европы — 1977
- Кубок УЕФА — 1972/73, 1975/76
- Чемпионат Англии — 1972/73, 1975/76, 1976/77
- Кубок Англии — 1973/74
- Суперкубок Англии — 1976

«Кардифф Сити»:
- Кубок Уэльса — 1966/67, 1967/68, 1968/69

«Суонси Сити»:
- Кубок Уэльса — 1980/81, 1981/82, 1983/83 (в качестве играющего тренера)

### В качестве тренера
«Реал Сосьедад»:
- Кубок Испании — 1986/87

«Реал Мадрид»:
- Чемпионат Испании — 1989/90

«Депортиво Ла-Корунья»:
- Суперкубок Испании — 1995

«Бешикташ»:
- Кубок Турции — 1997/98

«Хазар-Ланкаран»
- Суперкубок Азербайджана — 2013